# Cryptotriton sierraminensis
Espèce
Statut de conservation UICN

 CR  : 
En danger critique
Cryptotriton sierraminensis est une espèce d'urodèles de la famille des Plethodontidae.

## Répartition
Cette espèce est endémique du département de Zacapa au Guatemala. Elle se rencontre entre 1 720 et 2 200 m d'altitude dans la Sierra de las Minas.

## Description
Le mâle holotype mesure 63,0 mm de longueur totale dont 27,5 mm de longueur standard et 35,5 mm de queue. Cryptotriton sierraminensis mesure de 16,08 à 35,43 mm de longueur standard et a le dos brun roux avec de nombreuses taches brun doré ou beige. La surface ventrale de sa queue est brun gris avec de nombreuses mouchetures pâles. Son ventre est jaune brillant au centre et gris avec des taches pâles autour des zones jaunes.

## Étymologie
Son nom d'espèce, composé de sierra[-]min[as] et du suffixe latin -ensis, « qui vit dans, qui habite », lui a été donné en référence au lieu de sa découverte, la Sierra de las Minas.

## Publication originale
- Vásquez-Almazán, Rovito, Good, & Wake, 2009 : A new species of Cryptotriton (Caudata: Plethodontidae) from eastern Guatemala. Copeia, vol. 2009, no 2, p. 313-319 (texte intégral).